# Max von Uthmann
Maximilian von Uthmann (* 19. November 1853 in Ober-Maliau, Kreis Trebnitz; † 27. November 1916 in Arnsdorf im Riesengebirge) war ein deutscher Verwaltungsbeamter.

## Leben
Maximilian entstammte dem Adelsgeschlecht von Uthmann. Er war ein Sohn von Maximilian von Uthmann (1822–1885) und dessen Ehefrau Hedwig Klara, geborene von Kessel (* 1823). Sein Vater war Landeshauptmann von Schlesien sowie Herr auf Obermaliau und Klischen. Der General Paul von Uthmann war sein Bruder, der Generalmajor Erdmann von Uthmann sein Großvater.
Max von Uthmann studierte an der Ruprecht-Karls-Universität Heidelberg Rechtswissenschaft und wurde 1874 im Corps Saxo-Borussia Heidelberg recipiert. Nach den Examen trat er als Gerichtsassessor  in den preußischen Staatsdienst. Im Dezember 1882 wurde er kommissarischer Landrat im Kreis Pillkallen. Im Juni 1883 wurde er als Landrat in den Landkreis Trebnitz versetzt. Im Juni 1891 wurde er dort unter Gewährung des gesetzlichen Wartegeldes in den einstweiligen Ruhestand versetzt. Den Ruhestand verlebte er in Berlin.
Uthmann heiratete am 9. April 1889 in Berlin Anna von Baumbach (* 1861), von der er sich am 15. Mai 1891 scheiden ließ. Anschließend heiratete er am 29. Oktober 1901 in Breslau Magarethe von Uthmann (* 1866). Aus dieser Ehe gingen folgende Kinder hervor:
- Ilse (* 1903)
- Otto (1904–1930)
- Hans (* 1906) ⚭ 1939 (Scheidung 1940) Harriet Fricke (* 1916)